# 片山虎之助
片山 虎之助（かたやま とらのすけ、1935年〈昭和10年〉8月2日 - ）は、日本の政治家、自治官僚。
総務大臣（初代・第2代）、郵政大臣（第68代）、自治大臣（第56代）、総務庁長官（第26代）、参議院議員（5期）、参議院予算委員長、自由民主党参議院幹事長・参議院国会対策委員長、たちあがれ日本参議院幹事長、旧日本維新の会国会議員団政策調査会長兼参議院議員団会長、維新の党総務会長兼参議院会長、日本維新の会共同代表兼国会議員団代表兼参議院会長、日本消防協会会長、日本防火協会会長等を歴任。
日本維新の会所属の参議院議員の片山大介は次男。東京大学法学部、自治省の後輩にあたる元静岡県知事の石川嘉延は義弟。娘婿に財務省職員（理財局総務課長）の湯下敦史がいる。

## 来歴

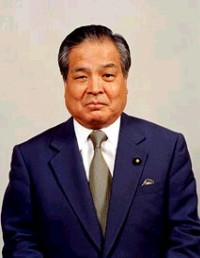
2001年、総務大臣として入閣した際に公表された肖像写真

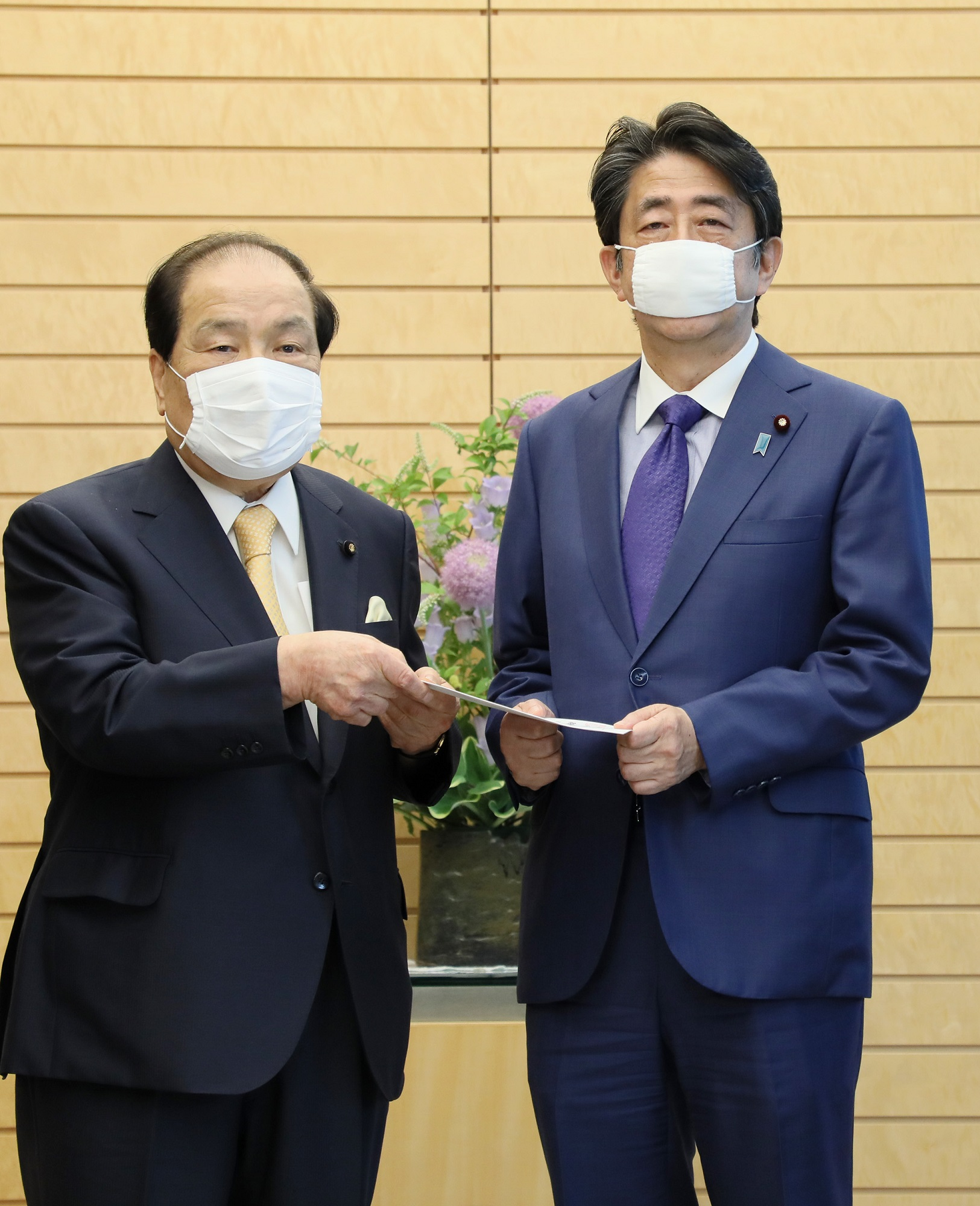
2020年、安倍晋三と

### 政界入り前
岡山県笠岡市金浦で生まれ、岡山県立岡山朝日高等学校を経て、東京大学法学部卒業。東大では行政法の大家である田中二郎のもとで学び、ゼミの同期には第25代通商産業事務次官となる棚橋祐治がいた。七帝柔道にも所属していた。
東大卒業後、1958年に自治庁（その後自治省）へ入庁し、静岡県総務部長、自治省大臣官房審議官、地元岡山県副知事などを歴任し、1988年7月に自治省消防庁次長を最後に退官している。

### 自民党の参議院議員として
1989年に元参議院議長である木村睦男の地盤を引き継ぎ、第15回参議院議員通常選挙岡山県選挙区で自由民主党公認として初当選した。党内派閥では平成研究会に所属して大蔵政務次官や自民党参院国会対策委員長などを歴任後、1995年の第17回参議院議員通常選挙で再度当選し、翌1996年の岡山県知事選挙へ立候補に意欲を示すも断念している。
2000年の第2次森改造内閣で郵政大臣、自治大臣、総務庁長官に任命されて初入閣した。
2001年、中央省庁再編により、初代総務大臣に就任。第19回参議院議員通常選挙で当選。
2002年発足の第1次小泉第1次改造内閣で再任され、2003年に総務大臣を退任して参議院予算委員長に就任している。
2004年に参議院議員会長青木幹雄の下で自民党参議院幹事長に就任。
2005年に自民党岡山県支部連合会会長、自民党通信・放送産業高度化小委員長に就任。

### 現職参院幹事長の落選
2007年7月29日の第21回参議院議員通常選挙で郵政国会で造反した平沼赳夫の協力を得るも、岡山県選挙区で「姫の虎退治」を標榜する民主党の新人候補姫井由美子に敗れ落選した。
大敗を受けて、青木幹雄参議院議員会長ら参議院自民党執行部は総退陣して、片山も参議院幹事長を辞任している。

### 国政復帰
2010年7月の第22回参議院議員通常選挙で比例区からの立候補を模索する。参議院議員会長を退いて以降も参議院自民党に強い影響力を有していた青木幹雄が片山の比例区擁立を後押しするも、比例区70歳定年制の内規遵守が中堅や若手議員を中心に高まり、執行部は比例区からの立候補を模索していた片山や山崎拓らも定年制を適用して比例区では公認せず、片山はそのために同年5月に自民党を離党してたちあがれ日本へ入党する。
参院選ではたちあがれ日本公認で比例区から立候補し、会長を務める日本消防協会の組織票と、地元の岡山県を中心とする選挙運動で11万7636票を得て当選し、たちあがれ日本参院幹事長に就任後、たちあがれ日本の解党、太陽の党結成を経て日本維新の会へ合流して国会議員団政策調査会長と参議院議員団会長に就任した。

### 維新幹部として
2014年6月の日本維新の会分党に際して橋下徹共同代表の新党に参加する意思を党執行部に届け出た。分党を経て新たに届け出た日本維新の会でも引き続き政策調査会長と参議院議員団会長を務めた。
同年9月に維新と結いの党が合流して維新の党が結党されると、党総務会長兼国会議員団政調会長兼参議院議員会長に就任。同年12月の第47回衆議院議員総選挙の結果を経た役員会でも党総務会長と参議院議員会長に再任されるも、国会議員団制は事実上廃止された。
2015年9月3日、維新の党分裂に際し橋下大阪市長の新党（おおさか維新の会）への参加を表明したため同月8日に総務会長を解任され、10月14日には維新の党執行部から除名処分が下された。10月16日、維新の党執行部は参議院会派「維新の党」の会長から降りることを片山に求めたが、逆に参議院会派会長である片山が対立する維新の党執行部側の参議院議員5人（小野次郎、柴田巧、寺田典城、真山勇一、川田龍平）について会派離脱届を提出。参議院議員5人は「会派離脱の意思はない」として参議院事務局に抗議をするも、参議院会派代表者である片山が会派印などの必要書類を保有していたことから10月21日に有効と認められた。
2016年7月10日、第24回参議院議員通常選挙ではおおさか維新の会公認で参議院比例区から立候補、194,902票を獲得して党内得票順位1位で当選。80歳で当選を果たし衆参合わせて最高齢の国会議員となった。また、この選挙では次男の片山大介もおおさか維新の会公認で兵庫県選挙区から立候補し、親子で当選を決めた。

### 政界からの引退
高齢となった片山は、国会活動が困難になったときには辞めたいと周囲に伝えていたが、法的には困難であることが明らかとなる事態が巻き起こった。2021年11月10日に第206回国会が招集されたものの、その日の夜に片山は自宅マンションの部屋に向かう途中で倒れ、心臓停止の状態で発見され病院に搬送された。このことは11月26日に広く報じられ、一時は片山が共同代表を辞任する意向を固めたと報じられたが、実際には意識不明の重体で本人に判断する能力はなかった。翌27日、日本維新の会の松井一郎代表が、片山が意識混濁の状態にあるため参議院議員を辞職する手続きに入ると明らかにした。これを受けて、次男の片山大介参議院議員からの申し出によって党の役職を解かれることが27日の党大会で承認され、松井は片山の議員辞職に向けた手続きをしていると説明した。
しかし、国会法の辞職許可に関して本人の意思確認ができない場合の規定がないため、職務遂行が不能になったと思われるが本人の意志を確認できない国会議員を周囲の意図だけで辞職させられるかという大きな問題が立ちはだかった。11月30日、水落敏栄参院議院運営委員長が維新側から相談を受けた際に「本人の意思が一番大事なので、周りから『辞めてくれ』というのは無理な話だ。もう少し状況を見てほしい」と伝えた。12月2日には水落が国会議員の辞職には本人の意思確認が必要との認識を改めて示し、山東昭子参院議長も同様の認識を示した。結局、片山は倒れてからは一度も登院が叶わず、2022年7月25日の任期満了をもって参議院議員を退任したが、それまでの間も歳費は支払われ続けた。家族や所属政党もこのような状況を心苦しく思い辞職の道を探ったものの、究極的には憲法改正が必要になるとの指摘もある。
2021年10月31日付で岡山維新の会（維新の岡山県総支部）の代表を退任し（後任は柴田巧参議院議員）、正式に党の役職を全て退いた。
2023年秋の叙勲に於いて旭日大綬章を受章した。引き続き意識のない状況は続いていたが、声をかけたり身体に触れると反応が返ってくる状態ではあった。

## 政策
- 2005年11月に自民党内の通信・放送産業高度化小委員長に就任して以降、総務省が所管するNHKやNTTグループの改革をめぐっては、改革に積極的な竹中平蔵総務相と対立していた[26]。特にNHKの改革に関しては受信料義務化を推進[27][28]し、値下げを否定する等NHKを擁護する立場を明確にしている。
- たちあがれ日本時代の2012年には全国農業協同組合中央会によるTPP交渉参加反対の国会請願に名を連ねていた[29]が、維新入党後はTPP賛成に転じた[30]。
- 2011年4月14日、東日本大震災の復興補正予算が議論される中、復興予算捻出のためのODA削減案に反対する超党派の勉強会に参加した[31][32]。
- 選択的夫婦別姓制度の導入に反対[33]。

## 不祥事

### 公職選挙法違反疑惑
日本共産党の機関紙しんぶん赤旗に、2001年、片山の岡山市内の地元事務所に市内の建設会社が男性社員を私設秘書として派遣し給与を全額負担しており、この社員が同年7月の参院選で片山の選挙運動をしていたと報じられた。2002年6月26日の衆院総務委員会において、春名直章から、「社員を派遣した建設会社は国の事業を多数受注しており、もしそこから社員の給与が出ていたとすれば、『請負その他特別の利益を伴う契約の当事者』による寄付を禁じた公職選挙法第一九九条に違反するのではないか」と追及を受けた。これに対し、片山は「報告するか分からないが、調査はする」と回答している。

### 献金400万円の不記載
2007年5月、片山が代表を務める自民党岡山県参議院選挙区第二支部は県医師連盟と県歯科医師連盟から受け取った献金計400万円を政治資金収支報告書に記載していなかった。このことは2010年6月に明らかとなり、片山の秘書は「当時の担当者が退職しており、詳しい経緯はわからないが、献金を受けた記録は残っている。収支報告書の訂正を県選管に申し出たい」と述べた。

### 国の補助金交付企業からの献金
2015年、政治資金規正法で禁じられている国の補助金交付が決定した会社からの献金を受けていたことが発覚した。

### 2016年の熊本地震をめぐる発言
2016年、国会内でのおおさか維新の会の会合で、熊本地震に関して「ダブル（衆参同日選）になるのかならないのか、消費税を上げるのか上げないのか、政局の動向に影響を与えることは確かだ」とした上で「大変、タイミングのいい地震だ」と発言し、直後に撤回した。片山はその後「政局的な節目に重なったという趣旨で発言した。言葉の使い方が不適切だった」などとする陳謝のコメントを発表した。

## 所属団体・議員連盟
- 神道政治連盟国会議員懇談会[38]
- みんなで靖国神社に参拝する国会議員の会[38]
- 日韓議員連盟
- 日本消防協会（最高顧問、元会長）
- 日本防火・防災協会（元会長）
- 日本行政書士政治連盟（顧問）
- 全国危険物安全協会（顧問）
- 日本居合道連盟（会長）

## 著書
- 奥田義雄『'80年代の地方自治と地域経営』〈シリーズ'80年代の地方自治 ; 1〉、第一法規出版、1984年11月30日。